# Fritillaria tokushimensis
Fritillaria tokushimensis är en liljeväxtart som beskrevs av Akasawa, Katayama och T.Naito. Fritillaria tokushimensis ingår i Klockliljesläktet och i familjen liljeväxter. Inga underarter finns listade.